# Pieczęć stanowa Florydy

Pieczęć stanowa Florydy

Pieczęć stanowa Florydy przedstawia słońce, palmę, parowiec na morzu, a na pierwszym planie Indiankę sypiącą kwiaty  reprezentującą ludność autochtoniczną. Statek to symbol handlu. Pieczęć otoczona jest napisem "Wielka pieczęć stanu Floryda - Bogu ufamy".
Pieczęć przyjęta została w 1868 roku, modyfikowana w roku 1985. Zmiany polegały na poprawkach rysunku palmy - z kokosowej na bocznię (palmę karłowatą) i postaci Indianki – Seminolki.
Kwiaty to nawiązanie do nazwy nadanej w 1513 roku przez Ponce de Leóna "Pascua Florida".